# Литвак-Максимов Максим Михайлович
Максим Михайлович Литвак-Максимов (нар. 1898, Київ — пом. 1943) — радянський графік, оформлювач, театральний художник; автор політичних і рекламних плакатів, кіноплакатів до фільмів німого кіно.

## Біографія
Народився 1898 року в місті Києві (тепер Україна). Навчався в Київському художньому училищі. У 1921–1923 роках працював в Петрограді художником в театрі «Новая драма», у 1923–1930 роках на Ленінградській кінофабриці. На початку 1930-х років переїхав до Москви, працював над оформленням павільонів для Всесоюзної сільськогосподарської виставки.
1938 року був арештований і в цьому ж році звільнений. Помер після 1943 року.

## Творчість
Автор плакатів:

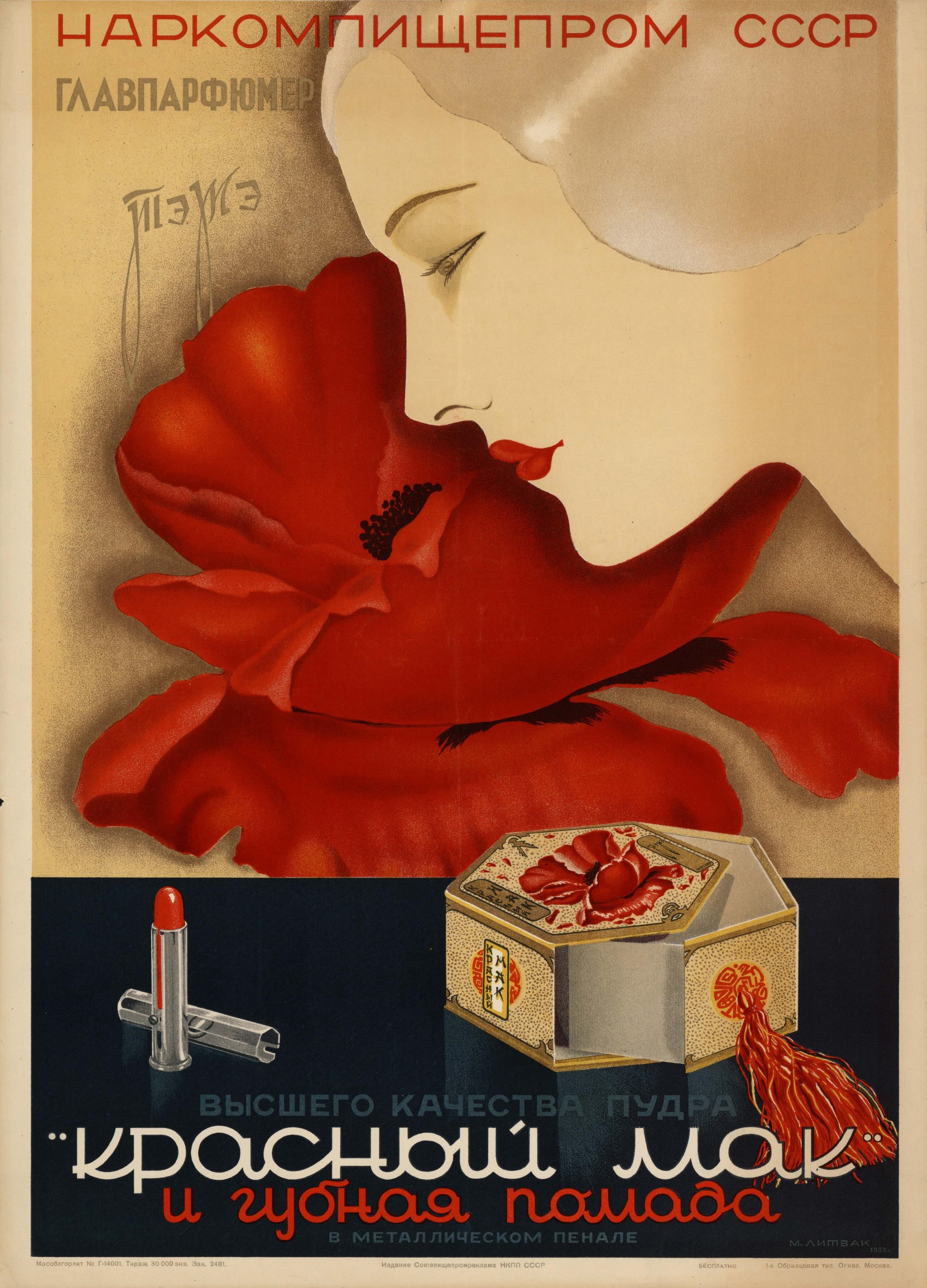
«Червоний мак...»

- «Ленінградський державний трест харчової промисловості.» (1925);
- «Всеросійський шкіряний синдикат. Вимагайте ... »(1925);
- «Відкрита підписка Центрвидаву на 1926 рік» (1926);
- «Інтурист. Транссибірський експрес» (1930);
- «Відвідуйте СРСР. Інтурист» (1930);
- «Червоний мак. Екстра-класу пудра і губна помада» (1938);

кіноплакатів до фільмів:
- «У трясовині» (1927);
- «Прапор нації» (1929);
- «Пісня весни» (1931);

Плакати художника знаходяться в Російській державній бібліотеці та приватних зібраннях.